# Decadence (Head Automatica)
Decadence è il primo album discografico degli Head Automatica, uscito il 17 agosto 2004. Le melodie vanno dal punk, arricchito da una vena funk al rock elettronico, in una miscela molto vicina sia al pop per la melodicità di alcune canzoni, che alla new wave, per il gusto di sperimentare suoni elettronici e retrò. Vanta la collaborazione di Tim Armstrong dei Rancid come guest singer.

## Tracce
1. At the speed of a yellow bullet
2. Brooklyn is burning
3. Beating heart baby
4. Please please please (Young Hollywood)
5. King Caesar
6. The razor
7. Dance party plus
8. Disco hades II
9. Solid gold telephone
10. Head Automatica Soundsystem
11. I shot William H. Macy